# 29 Orionis
29 Orionis (e Orionis) é uma estrela na direção da Orion. Possui uma ascensão reta de 05h 23m 56.84s e uma declinação de −07° 48′ 28.6″. Sua magnitude aparente é igual a 4.13. Considerando sua distância de 174 anos-luz em relação à Terra, sua magnitude absoluta é igual a −0.53. Pertence à classe espectral G8III.